# Abadán (isla)

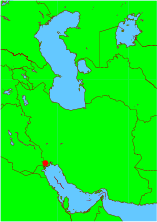
Ubicación de la isla de Abadán.

Abadán es una isla iraní, en la provincia del Juzistán. Se encuentra en el Chat-el-Arab. Fue cedida por el Imperio otomano a Persia en el año 1847. En 1908 nació sobre la isla la ciudad de Abadán después de descubrirse pozos petrolíferos en los alrededores. Sobre esta isla se encontraba, alrededor del año 1970 la mayor refinería de crudo del mundo. Después de la larga guerra que involucró a Irán con Irak fueron destruidas las instalaciones de extracción y la refinería, y hoy en día el bombeo y el refino se producen en menor medida que antaño.